# 주강 삼각주

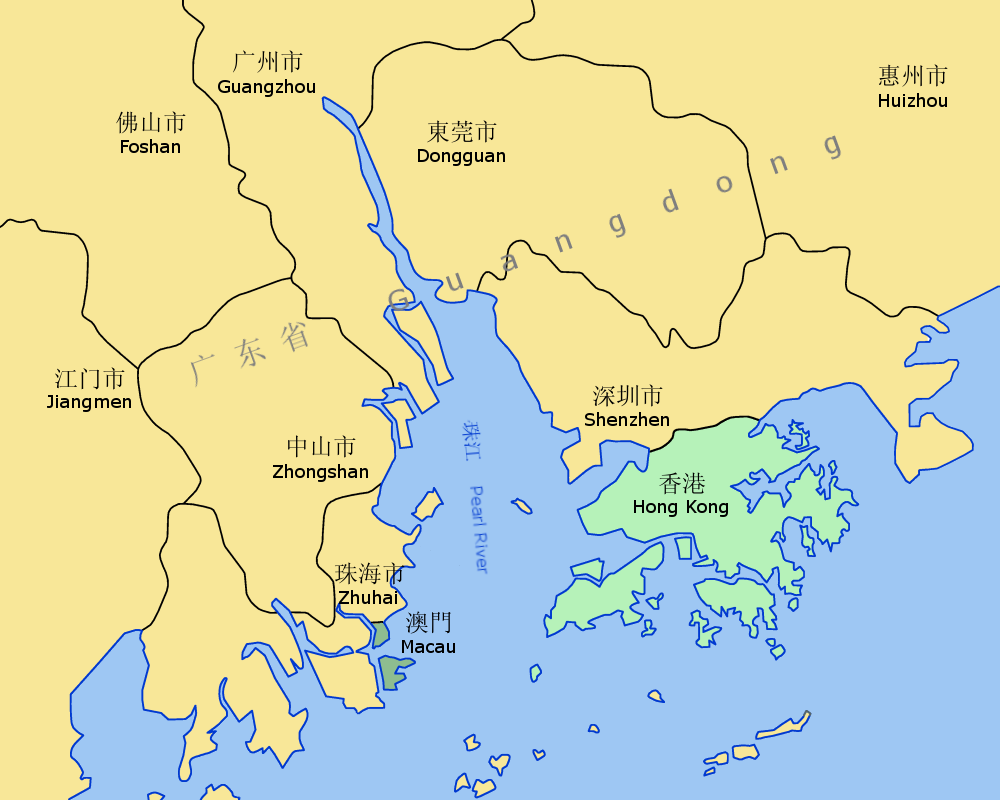
주강 삼각주 지도

주강 삼각주(중국어: 珠江三角洲, 병음: Zhūjiāng Sānjiǎozhōu)는 중화인민공화국의 주강 하구의 광저우, 홍콩, 선전, 마카오를 연결하는 삼각지대를 중심으로 하는 지역의 호칭을 말한다. 주강 델타(Pearl River Delta)(줄여서 PRD), 주장 델타 등의 다양한 명칭의 조합을 가지고 있다.

## 개요
중국 대륙 가운데에서도 가장 인구가 밀집한 지역의 하나이다. 개혁개방 이후, 홍콩의 배후지로서 발전해, 홍콩뿐만이 아니라 한국, 일본기업 등도 진출하고 있다. 경제 특구로서 빨리 개방된 선전 외, 그 북쪽에 위치하는 둥관(東莞)에 PC·전기제품 등을 제조하는 외자 기업의 공장이 많이 진출해, 세계 유수한 제조업의 집적지로서 알려졌다.

## 중심 도시
- 광저우
- 선전시
- 둥관 시
- 포산 시
- 장먼 시
- 중산 시
- 주하이

## 같이 보기
- 장강 삼각주
- 개혁개방
- 환보하이만 경제권